# Cécile de France
Cécile de France (Namur, 17 de julho de 1975) é uma atriz belga.
Aos dezessete anos foi para Paris estudar na ENSATT (École Nationale Supérieure des Arts et Techniques du Théâtre). Foi descoberta pelo agente Dominique Besnehard.

## Prêmios e indicações
Indicada quatro vezes ao prêmio César, venceu duas vezes: em 2003, recebeu o prêmio de revelação feminina por L'auberge espagnole; em 2006, o prêmio de melhor atriz por Les poupées russes.[carece de fontes?]

## Filmes
- 1999: Toutes les nuits
- 2000: Petites joies lointaines
- 2001: L'Art (délicat) de la séduction
- 2002: L'Auberge espagnole
- 2002: A+ Pollux
- 2002: Irène
- 2003: Moi César, 10 ans ½, 1m39
- 2003: Haute Tension
- 2003: Kaena, la prophétie
- 2004: Around the World in 80 Days
- 2005: Les Poupées russes
- 2006: Quand j'étais chanteur
- 2006: Fauteuils d'orchestre
- 2008: L'ennemi public nº 1
- 2009: Soeur Sourire
- 2010: Gardiens de l’ordre
- 2011: Hereafter
- 2011: Le Gamin au vélo[1]
- 2013: Casse-tête chinois[2]
- 2015: La belle saison[3]
- 2016: The Jungle Book
- 2016: Le Voyage de Fanny
- 2016: Term Life
- 2017: Django
- 2017: Ôtez-moi d'un Dout
- 2018: Dolphin Reef
- 2018: Mademoiselle de Joncquières
- 2019: Rebels
- 2020: The French Dispatch
- 2021: Illusions perdues[4]